# Ронкадело (Кремона)
Ронкадело је насеље у Италији у округу Кремона, региону Ломбардија.
Према процени из 2011. у насељу је живело 606 становника. Насеље се налази на надморској висини од 23 м.